# Basa Janikashvili
Basa Janikashvili (en georgiano ბასა ჯანიკაშვილი; Tiflis, 24 de mayo de 1974) es un novelista y dramaturgo georgiano.

## Biografía
Basa Janikashvili se graduó de la Universidad Estatal de Teatro y Cine de Tiflis, en la facultad de Arte Dramático. Ha escrito numerosas obras de teatro que han sido representadas regularmente en los teatros de Georgia, algunas de ellas también fuera de su país natal. Asimismo ha publicado en blogs y ha escrito obras de radio que han aparecido en diferentes medios y redes sociales. Además de su labor literaria ha presentado algunos programas musicales y ha trabajado como director de arte en varias emisoras de radio, fundando en 2004 la emisora de radio Ucnobi.

## Obra
Basa Janikashvili publicó su primera colección de cuentos y obras de teatro, El mosquito, en 1998. En 2006 recibió el premio literario SABA, el más prestigioso de Georgia, por Mucho antes de que nos conociéramos. Igualmente, en 2009 ganó el Concurso Internacional de teatro de la BBC de la Región de Rusia y el Cáucaso con Dictadura (დიქტატურა). En esta obra aparecen, entre otros, un fiscal, un juez, un periodista y una mosca. Dichos personajes viven en un mundo de infelicidad en donde las emociones se consideran un crimen; el estado dictatorial descrito por el autor parece absurdo y esta impresión se intensifica aún más por la presencia de la mosca, la única criatura sobria y realista de la obra.
De 2009 es también su novela Absurdistán (აბსურდისტანი), en la cual el autor retrata una tierra llamada «Absurdistán Sovieticus» en donde todo es absurdo, desde la música y el entretenimiento hasta la vida misma. El personaje principal del libro es la música rock, pero no el rock occidental, si no el rock en la Georgia soviética, grabada ilegalmente de transmisiones de radio e importada y difundida por piratería, un fenómeno asociado con la libertad que significó mucho más que mera música.
De acuerdo a M. Kharbedia, autor y crítico literario:

Basa Janikashvili ha traído a su libro casi todo lo que le ha sucedido a él y a su país en los últimos veinte años, tratando de usar un lenguaje elemental, muy simple, para hablar sobre entusiasmos simples o divertidos, abiertos o encubiertos, situaciones que vivió, y sobre las personas que conoció.

Las distintas novelas y obras de teatro de Janikashvili se han traducido y publicado en Austria, Italia, Alemania y Ucrania.